# Cyrtodactylus pulchellus
Cyrtodactylus pulchellus är en ödleart som beskrevs av  Gray 1827. Cyrtodactylus pulchellus ingår i släktet Cyrtodactylus och familjen geckoödlor. Inga underarter finns listade i Catalogue of Life.